# Rio Branco Sport Club
O Rio Branco Sport Club (acrônimo: RBSC) é um clube esportivo brasileiro sediado na cidade de Paranaguá, no estado do Paraná.
Os principais títulos da agremiação são o tricampeonato seguido do Torneio Início do Paraná, entre 1961 até 1963; três títulos do interior, conquistados em 1948, 1954 e 2000; campeão da Zona Sul, em 1977; campeão da segunda divisão estadual em 1995; além de inúmeros títulos amadores. Fundado no dia 13 de outubro de 1913, é o terceiro clube mais antigo do estado em atividade, atrás apenas do Operário-PR e Coritiba, respectivamente.

## História
O Rio Branco foi fundado no dia 13 de outubro de 1913, por Manuel Victor da Costa, Aníbal José de Lima, Euclides de Oliveira, José de Oliveira, Jarbas Nery Chichorro, Antônio Gomes de Miranda e Raul da Costa Pinto, em reunião ocorrida na residência da Família Lima, na casa n°12 da rua Marechal Deodoro. O nome é uma homenagem ao ilustre brasileiro José Maria da Silva Paranhos, o Barão do Rio Branco, diplomata que resolveu inúmeras questões com países da América do Sul e Europa.

### Primeira partida
A primeira partida do Rio Branco aconteceu no dia 23 de novembro de 1913, e foi realizada no ground do Campo Grande (Praça Pires Pardinho), contra a equipe do Brasil Futebol Clube, de Paranaguá. A partida terminou com a vitória do Brasil Futebol Clube por 1 x 0. A equipe titular do Rio Branco atuou com Colombino, Mathias e Nagib; Eugênio, Itaborahi e Raul; Rocha, Romeu, Cezário, Braga e Flota.

### Primeiro campeonato oficial
Quando os desportistas paranaenses, notadamente os da capital do estado, resolveram fundar uma Liga Esportiva, para comandar os destinos do futebol e realizar um Campeonato Oficial, convidaram as equipes de Ponta Grossa e do Litoral. O Rio Branco Sport Club se fez presente na reunião realizada no dia 12 de fevereiro de 1915, na sede do Jockey Club, em Curitiba, e foi incluído entre aqueles que faziam parte da divisão de honra do esporte bretão, participando junto com Coritiba, Internacional, América Futebol Clube, Paraná Sport Club e Paranaguá Football Club, do primeiro Campeonato Oficial realizado no Estado do Paraná. 

### Campeão do Interior
No ano de 1948, o Rio Branco, então campeão da Liga de Futebol do Litoral do Paraná, também tornou-se Campeão do Interior. As disputas foram contra o Operário Ferroviário Esporte Clube, de Ponta Grossa. Após dois empates, o Rio Branco venceu a terceira partida por 3X2, conquistando o título. A equipe campeã era composta por: Duia, Chiquinho e Jaci Maciel; Odemar, Tião e Chico Preto;Julinho, Antoninho, Guito, Chico Porco e Jaci.
Como campeão da Liga Regional de Futebol de Paranaguá, em 1954, o Rio Branco adquiriu o direito de disputar o II Torneio do Interior – competição entre os campeões das ligas interioranas. Após vencer o Internacional, de Campo Largo e o Ferroviário, de União da Vitória, o Rio Branco qualificou-se para a disputa da finalíssima contra o Guarani, de Arapoti. No primeiro jogo, lá em Arapoti, o Rio Branco sagrou-se vencedor por 3x1. Os gols foram marcados por Celso, Nico e Zangado. A segunda partida foi realizada em Paranaguá, no dia 1 de maio. O alvirrubro impôs uma sonora goleada no Guarani de Arapoti: 8x0 foi o placar. Celso Marques e Zangado marcaram quatro gols cada. A equipe campeã: Abrão, Dicézar, Salvito, Tiziu, Tinoco, Daltro, Badalo, Holofote, Villanueva, Zangado, Celso, Nico, Tucano, Ademar.

### Leão na elite
O ano de 1956 marcou estreia do Rio Branco no profissionalismo. Para poder participar da Divisão Especial do Futebol do Paraná, os dirigentes do Rio Branco tiveram que empreender diversas ações administrativas e políticas junto à Federação Paranaense de Futebol e o CND.
No dia 16 de maio de 1956, por unanimidade, os clubes profissionais do Estado do Paraná, reunidos na sede da FPF, concordaram com a participação do Rio Branco no Campeonato Paranaense de Futebol. A partida de estreia do Rio Branco na elite estadual aconteceu no dia 23 de junho de 1956, contra o Esporte Clube Água Verde, e terminou com a vitória do Leão por 3x2. O Rio Branco jogou com Abrãozinho, Dicésar e Salvito; Daltro Dimas e Alcione; Arnoldo, Villanueva, Holofote, Celso e Mundinho.
Dos 10 jogos disputados no turno de classificação do Campeonato Paranaense da 2° Divisão de 1970, o Rio Branco obteve 6 vitórias, 2 empates e 2 derrotas. Com esses resultados, o clube classificou-se em primeiro lugar, juntamente com o Cascavel e o Guarani de Ponta Grossa. Foi necessária uma decisão entre os três. Houve um triangular em turno e returno, no qual o Rio Branco venceu uma partida, empatou duas e perdeu uma. Acabou em 2° lugar, conquistando o direito de voltar para a Primeira Divisão do Futebol Paranaense. A Equipe do Rio Branco estava assim composta: Paulo Henrique, Aguinaldo, Ademar, Dismael, Cláudio, Reinaldo, Paraguaio, Alcides, Manga, Dircinho, Marinho, Didi, Beto, Polaco, Neto, Walter, Adilson.
No estadual de 1977, o Rio Branco fez grande campanha na repescagem, chegando à fase final. O clube sagrou-se campeão da Zona Sul, ao abater o Pinheiros por 1x0 em Paranaguá e depois consolidar o título no empate em 1x1, na Vila Capanema. Com esta conquista, qualificou-se para decidir a vaga para as disputas da finalíssima.
No jogo do dia 21 de agosto, contra o Grêmio Maringá, Ivan marcou, aos 41 minutos da etapa final, o gol que seria o da vitória do Rio Branco. Porém, o árbitro Rubens Maranho o gol alvirrubro – que foi legítimo. O resultado deixou o Rio Branco em 11° lugar na classificação geral o Rio Branco ficou em 11° lugar. A equipe era formada por: Lula, Lucena, Bezelin, Chavala, Zé Carlos, Quico, Ezequiel, Polaco, Toninho, Ursinho, Jorge, Guarino, Hélio, Mazinho, Julinho, Ivan, Coutinho e Edson.

### Retorno à Primeira Divisão
Em 1993, sob a presidência de Mário Marcondes Lobo Filho,o clube volta as atividades e em 1995 o Rio Branco sagra-se campeão de grupo B que na época era equivalente a 2ª divisão, conquistando assim o direito de disputar um hexagonal constituido pelos 4 melhores da 1ª divisão eo campeão e vice da 2ª, com o 5° lugar na classificação final obtida naquele ano. A equipe era formada por:João Marcos, Laco, Wesley, Dirceu, Marildo, Gilson, Polaco, Silas, Junior, Belo, Robson, Edson Mineiro, Sandro Neves, Ricardo Lúcio.

### Campeão da Segunda Divisão
Após a queda na década de 1980, o Rio Branco terminou a fase de classificação do Estadual da Segunda Divisão de 1995 em primeiro lugar na sua chave. Como campeão do Grupo B e, por conseguinte, Campeão da Segunda Divisão, o Leão adquiriu o direito de disputar a Primeira Divisão no ano de 1996, bem como o Octogonal da Divisão de Elite ainda no ano de 1995.[carece de fontes?]
O time-base do Rio Branco estava assim formado: Claudinei, Amaral, Vava, Edson Mineiro e Sandro. Júnior, Belo, Haroldo José e Tostão. Marcelo Araxá e Osmar.
Em 2000, o Rio Branco fez grande campanha no Campeonato Paranaense, que culminou com o título de Campeão do Interior. Com isto, disputou o quadrangular final do Estadual, tendo como adversário o Coritiba. Alegando falta de capacidade para o público, os dirigentes do time da Capital tentaram transferir a partida para o Couto Pereira. Porém, a diretoria do Rio Branco montou uma arquibancada de estrutura metálica, conseguindo ampliar a capacidade para o público. Esse jogo ficou marcado pelo recorde de público na história do Estradinha, com 15.000 pessoas presentes.

### Novos tempos

Escudo utilizado no centenário.

O clube desenvolve um projeto em parceria com a Fundação Municipal de Esportes, visando desta forma revelar novos jogadores. O Estádio Nelson Medrado Dias ganhou novas arquibancadas e cabines para a imprensa. Também foi construído um alojamento para os atletas, que dispõe de um moderno refeitório, lavanderia e sala de jogos. Em 2004 foi inaugurado pela prefeitura municipal de Paranaguá o Estádio Fernando Charbub Farah, o "Gigante do Itiberê" com capacidade para 20 mil pessoas, o dobro do antigo Estádio Nelson Medrado Dias (A Estradinha). O novo estádio tem uma estrutura digna de grandes times de futebol, com arquibancada maior, cadeiras numeradas, cabines de imprensa,etc; É um dos mais modernos do Paraná. O Estádio Nelson Medrado Dias foi revitalizado e mandará os jogos do Campeonato Paranaense da temporada 2023, resgatando a ligação do torcedor com o clube do coração.
Nacionalmente, o Rio Branco disputou a Série C em 1996, 1998, 1999, 2000 e 2006. A melhor campanha foi em 2000, na Copa João Havelange, quando, em 16 jogos, somou 9 vitórias, 5 empates e apenas 2 derrotas. No entanto, a equipe acabou eliminada na segunda fase, apenas pelo saldo de gols, uma vez que ficou com os mesmos pontos do primeiro e segundo colocados do grupo – Uberlândia e Olímpia, respectivamente. Além disso, o Leão da Estradinha disputou uma Copa do Brasil, em 2007.
Após campanhas ruins em anos anteriores, o Leão da estradinha é rebaixado no Campeonato Paranaense. de 2023
Após a ameaça de se licenciar do futebol paranaense em 2024, o Rio Branco anunciou, em março de 2024, a contratação de Marcos Amaral como novo gestor de futebol, com o objetivo de retornar à elite do Campeonato Paranaense. Com uma campanha sólida, marcada por 8 vitórias, 3 empates e apenas 2 derrotas, o Leão da Estradinha conquistou o acesso à primeira divisão do futebol paranaense. Na decisão do campeonato, enfrentou o Paraná Clube e ficou com o vice-campeonato, consolidando um retorno promissor à elite estadual.
Em julho de 2024, o Rio Branco iniciou o processo para se transformar em uma Sociedade Anônima do Futebol (SAF), com prioridade de compra oferecida ao então gestor Marcos Amaral. Ele prometeu investir no clube com o objetivo de colocá-lo na Série B do Campeonato Brasileiro nos próximos anos, vislumbrando um novo momento de crescimento e profissionalização para a equipe.

## Símbolos

### Hino
No dia 20 de julho de 1919, o jornal Diário do Commércio publicou a "Canção Riobranquista", escrita pelo poeta e dramaturgo Jarbas Marques Nery Chichorro. No ano de 1927, os atletas do Atlético Paranaense, durante a inauguração da Estradinha, fizeram uma saudação aos do Rio Branco. O hino atual do Rio Branco é cantado por Marcos Rocha.

### Mascote

Representação do mascote.

O mascote da agremiação é um leão, por conta de que no Campeonato Paranaense de 1916 os clubes curitibanos da competição passaram dificuldades ao enfrentar o clube, fazendo com que a imprensa passa-se a cognominar o Rio Branco de "Leão do Litoral". Também era chamado de "Tigre do Litoral", pelo jornal Diário do Commércio.

## Títulos
| ESTADUAIS  | ESTADUAIS                             | ESTADUAIS | ESTADUAIS |
|            | Competição                            | Títulos   | Temporadas |
| ---------- | ------------------------------------- | --------- | --- |
|            | Campeonato Paranaense do Interior     | 3         | 1948, 1954 e 2000                                                                                                 |
|            | Campeonato Paranaense - 2ª Divisão    | 1         | 1995 |
|            | Torneio Início                        | 3         | 1961, 1962 e 1963                                                                                                 |
| MUNICIPAIS |                                       |           | |
|            | Competição                            | Títulos   | Temporadas |
|            | Liga Regional de Futebol de Paranaguá | 19        | 1919, 1922, 1923, 1925, 1926, 1927, 1928, 1930, 1931, 1933, 1936, 1937, 1938, 1939, 1945, 1947, 1948, 1954 e 1955 |

### Outras conquistas
- Campeonato Paranaense - Zona Sul: 1977

## Estatísticas

### Participações
|  | Participações em 2025 |

| Competição     | Competição                              | Temporadas | Melhor campanha       | Estreia | Última |
| Paraná         | Campeonato Paranaense                   | 56         | 3° colocado (4 vezes) | 1915    | 2025   |
| Paraná         | Campeonato Paranaense - Segunda Divisão | 10         | Campeão (1995)        | 1968    | 2024   |
| Copa do Brasil | Copa do Brasil                          | 1          | Primeira Fase (2007)  | 2007    | 2007   |
| Brasil         | Série C                                 | 5          | 11° colocado (1996)   | 1996    | 2006   |
| Brasil         | Série D                                 | 1          | 61º colocado (2021)   | 2021    | 2021   |

| Rio Branco Sport Club | Rio Branco Sport Club | Rio Branco Sport Club | Rio Branco Sport Club      | Rio Branco Sport Club |
| Torneio               | Campeão               | Vice-campeão          | Terceiro colocado          | Quarto colocado       |
| --------------------- | --------------------- | --------------------- | -------------------------- | --------------------- |
| Campeonato Paranaense | (--)                  | (--)                  | 4 (1929, 1936, 1938, 1939) | 2 (2000 e 2006        |

## Rivalidades

### Seleto
A maior rivalidade da agremiação foi com o Clube Atlético Seleto, por conta das várias partidas disputadas entre si nos campeonatos citadinos; fazendo com que a cidade inflamasse no clássico Sele-Rio. Com a profissionalização do Rio Branco em 1956, as outras equipes da cidade ficaram com inveja, e em 1961, o Seleto se profissionalizou. Durante esse período, um queria desbancar o outro. A rivalidade foi benéfica para o crescimento do futebol da cidade. A última partida profissional entre as equipes foi no dia 4 de abril de 1971, com um empate pelo placar de 1–1.

### Outras rivalidades
Além da rivalidade com o Seleto, o Rio Branco - nos campeonatos citadinos - rivalizava com outras equipes do local, como o Elite e Paranaguá.